# Slapy nad Vltavou
Slapy (deutsch Slap) ist eine Gemeinde in Tschechien. Sie liegt acht Kilometer nordöstlich von Nový Knín und gehört zum Okres Praha-západ.

## Geographie
Slapy befindet sich linksseitig über dem Stausee Slapy gefluteten Moldautal am Rande des Naturparks Střed Čech in der Středočeská pahorkatina. Nördlich erheben sich die Vyhlídka (438 m) und die Červená hora (486 m), im Nordosten der Rovínek (399 m) und die Kolna (429 m), östlich der Střeblov (418 m), im Südosten die Homolka (452 m) und die Rabyňská hora (358 m), südlich die Žďánská hora (392 m) und der Kamenný Volešek (357 m) sowie im Westen die Bouska (450 m), der Čihadlo (434 m) und der Chlum (451 m). Westlich des Dorfes verläuft die Staatsstraße II/102 zwischen Zbraslav und Kamýk nad Vltavou.
Nachbarorte sind Letovisko Slapy, Chaloupka v Záhoří, Masečín, Štěchovice und Homole im Norden, Záhoří und Třebenice im Nordosten, Lahoz, Rabyně und Nová Rabyně im Osten, Přestavlky, Stromeč und Žďáň im Südosten, Měřín, Hrdlička und Čím im Süden, Buš, Nová Hospoda und Nové Dvory im Südwesten, Bouska, Porostliny, Velká Lečice, Královky und Malá Lečice im Westen sowie Bratřínov und Bojanovice im Nordwesten.

## Geschichte
Die erste schriftliche Erwähnung von Zlapich erfolgte im Jahre 1292 durch König Wenzel II. in der Gründungsurkunde des Zisterzienserklosters Königsaal als eines der Klosterdörfer. Seit der zweiten Hälfte des 13. Jahrhunderts wurden in der Gegend zwischen Davle und Slapy Goldbergwerke betrieben. König Johann von Luxemburg überließ dem Kloster Königsaal 1339 die Erträge sämtlicher Goldgruben auf dem Gebiet des Hofes Slapy. Im Jahre 1393 stiftete die Witwe Dobrka von Korkin der Kirche in Slapy eine Kaplanstelle. Zu Beginn der Hussitenkriege wurde das Kloster Königsaal 1420 geplündert und niedergebrannt. 1421 bemächtigte sich Jakoubek von Řitka der Klosterdörfer Bojanovice, Davle, Hvozdnice, Slapy, Sloup und Zahořany. Im Jahre 1436 verpfändete König Sigismund den Hof Slapy an Hans und Heinrich von Kolowrat. Später kauften die Zisterzienser das Gut Slapy zurück. Im Jahre 1595 brannte der Wirtschaftshof nieder und wurde bald wiederaufgebaut. Neben dem Hof ließ das Kloster Königsaal am Übergang vom 16. zum 17. Jahrhundert ein Herrenhaus als Sommersitz des Abtes errichten. Im Jahre 1680 kaufte das Kloster von Servaz Ignaz Engel von Engelfluß das Gut Korkyně auf und vereinigte es mit Slapy. Im 18. Jahrhundert wurde das Herrenhaus barock umgestaltet. Die Klostergüter fielen nach der Aufhebung des Klosters Königsaal 1785 dem Religionsfonds zu. Am 3. Jänner 1825 ersteigerte Karl Korb Ritter von Weidenheim (Karel Bedřich Srb) die Güter Slapy und Davle mit allem Zubehör und vereinigte sie zur Herrschaft Slapy. 1828 erwarb er noch das Gut Křeničná von Wenzel Lhotsky und schlug es seiner Herrschaft Slapy zu.
Im Jahre 1845 umfasste die Herrschaft Slap eine Nutzfläche von 14.400 Joch 510 Quadratklafter, davon entfielen auf das Gut Slap mit Dawle und Korkin 11.340 Joch 1152 Quadratklafter, Nosakowskyschen Lehnhof mit Křeničná (Gut Čim I) 306 Joch 580 Quadratklafter, den Ctiborowskyschen Lehnhof (Gut Čim II) 108 Joch 341 Quadratklafter und auf den Trnkyschen Lehnhof (Gut Čim III) 12 Joch 585 Quadratklafter. Auf dem Herrschaftsgebiet lebten 4400 tschechischsprachige Menschen, darunter 17 jüdische Familien. In Slap, Sloup, Čim und Masetschin bewirtschafte die Herrschaft vier Meierhöfe mit Schäfereien. Die Höfe Neuhof und Korkin waren emphytheutisiert. Die herrschaftlichen Wälder wurden in den Slaper, Kotzaber, Stiechowitzer, Korkiner und Slauper Forstrevieren bewirtschaftet.
Zum im Berauner Kreis gelegenen Gut Slap gehörten die Dörfer Slap, Busch, Korkin, Kram (Krámy), Křischow (Křížov), Neuhof, Přestawlk (Přestavlky), Chotilsko, Hněwčjm (Hněvšín), Lippa (Lipí), Čim, Křenična (Křeničná) und Klein-Letschitz (Malá Lečice); zum Gut Dawle der untertänige Markt Dawle und die Dörfer St. Kilian (Kilián), Bojanowitz, Hwoznitz, Masetschin (Masečín) und Slaup (Sloup). Außerdem gehörten zum Dominium Slap 38 Häuser des Marktes Stiechowitz und zwei Häuser von Bratřinow. Das Dorf Slap, auch Schlapp / Slapy bzw. Žlaby bestand aus 55 Häusern mit 499 Einwohnern, darunter zwei jüdischen Familien. Unter herrschaftlichem Patronat standen das obrigkeitliche Schloss, das Amtshaus mit der Wohnung des Amtsdirektors, die Pfarrkirche zu den hll. Aposteln Peter und Paul, die Pfarre und die Schule. Außerdem gab es in dem Dorf einen herrschaftlichen Meierhof mit Schäferei, ein herrschaftliches Bräuhaus, ein herrschaftliches Branntweinhaus, ein herrschaftliches Forsthaus sowie ein neu errichtetes Gast- und Einkehrwirtshaus. Slap war Pfarrort für Busch, Korkin, Kram, Křischow, Neuhof, Přestawlk und Třebnitz sowie 30 Häusern von Čim. Bis zur Mitte des 19. Jahrhunderts bildete Slap das Amtsdorf der gleichnamigen Herrschaft.
Nach der Aufhebung der Patrimonialherrschaften bildete Slapy / Slap ab 1850 mit dem Ortsteil Záhoří eine Gemeinde im Gerichtsbezirk Zbraslav. Ab 1868 gehörte die Gemeinde zum Bezirk Smichow. Die ehemalige Zisterzienserresidenz wurde 1884 zu einem klassizistischen Schloss umgebaut. Im Jahre 1891 verkauften die Korb von Weidenheim den Großgrundbesitz an Friedrich Graf von Westphalen zu Fürstenberg. Theobald von Westphalen zu Fürstenberg verkaufte den Großgrundbesitz Slapy im Dezember 1917 an der Bankier und Industriellen Bohumil Bondy. 1927 wurde Slapy dem Okres Praha-venkov zugeordnet, ab 1942 gehörte die Gemeinde zum Okres Praha-venkov-jih. 1932 lebten in Slapy 540 Personen. Přestavlky wurde 1948 eingemeindet. Im Jahre 1949 wurde die Gemeinde dem neu gebildeten Okres Praha-jih zugeordnet, seit dessen Aufhebung im Jahre 1960 gehört sie zum Okres Praha-západ. 1949 begann nordöstlich des Dorfes im Moldautal der Bau der Talsperre Slapy; die Ansiedlungen Královská, Smrčina und U Rabiňáka wurden 1954 aufgelöst und überflutet. Slapy ist heute ein Erholungsort.

## Gemeindegliederung
Für die Gemeinde Slapy sind keine Ortsteile ausgewiesen. Sie gliedert sich in die Kataster Přestavlky u Slap und Slapy nad Vltavou sowie in die Grundsiedlungseinheiten Přestavlky, Slapy, Slapy-chatová oblast und Záhoří. Zu Slapy gehören weiterhin die Ansiedlungen Lahoz, Letovisko Slapy, Chaloupka v Záhoří und Žďáň.

## Gemeindewappen und -flagge

Hissflagge der Gemeinde Slapy

| Wappen von Slapy nad Vltavou | Blasonierung: „Červeno-modře stříbrným šikmým esovitě zvlněným břevnem dělený štít. V červeném poli pod zlatou otevřenou královskou korunou s modrými drahokamy zkřížený zlatý klíč a stříbrný meč se zlatou záštitou a jílcem.“ (deutsch: „Rot-blau geteilt durch einen silbernen S-förmigen Schräglinks-Wellenbalken. Im roten Feld unter einer goldenen offenen Königskrone mit blauen Edelsteinen ein gekreuzter goldener Schlüssel und ein silbernes Schwert mit goldenem Parier und Griff.“) |
| Wappen von Slapy nad Vltavou | Wappenbegründung: - Slapy nad Vltavou ist ein bekanntes Dorf in der Tschechischen Republik. Deshalb wurden sogenannte Nationalfarben verwendet (z. B. Silber, Rot und Blau in der Heraldik). - Der S-förmige (doppelt gebogene) Schräglinksbalken erinnert an den Namen des Dorfes in Form des Monogramms "S". Gleichzeitig erinnert es auch an die Moldau, über der Slapy liegt. Das silberne Metall der sogenannten Wappenfigur des Balkens und die blaue Farbe des Schildfeldes unterstreichen diese Tatsache (also die Bedeutung des Wassers, die eng mit der Existenz des Dorfes verbunden ist). - Über dem Balken (so wie Slapy "über" der Moldau liegt) befinden sich sogenannte allgemeine Wappenfiguren, die die Vergangenheit und Gegenwart des Dorfes symbolisieren. - Die königliche goldene Krone (und die rote Farbe des Schildfeldes) weist auf die Anfänge des Dorfes im Besitz des königlichen Klosters Aula Regia von Přemyslovsk hin. Auch die Stilisierung des Blattgoldes der Krone und die blaue Farbe der Edelsteine erinnern an die Symbolik des Zisterzienserordens. - Die gekreuzten Schlüssel und Schwert sind die traditionellen und bekannten Attribute der Apostel St. Peter und St. Paul, der Patrone der Kirche von Santinio, die zweifellos ein wichtiges zentrales Denkmal und eine Dominante des Dorfes ist. Die verwendeten Tinkturen (Gold und Silber) entsprechen der Symbolik der Attribute des Schlüssels und des Schwertes (Rot ist auch die Farbe des Martyriums). Die Flaggengestaltung wiederholt konsequent die Form (Komposition) des Wappens, indem alle seine oben beschriebenen Figuren in modifizierten Proportionen auf das Flaggenblatt übertragen wurden. Das gegenseitige Verhältnis von Breite und Länge der Flagge (2:3) ist gesetzlich festgelegt und entspricht der Nationalflagge der Tschechischen Republik. Wappen und Flagge wurden von Zdeněk Kubík entworfen und sind seit dem 3. August 2010 offiziell in Verwendung. |

## Sehenswürdigkeiten

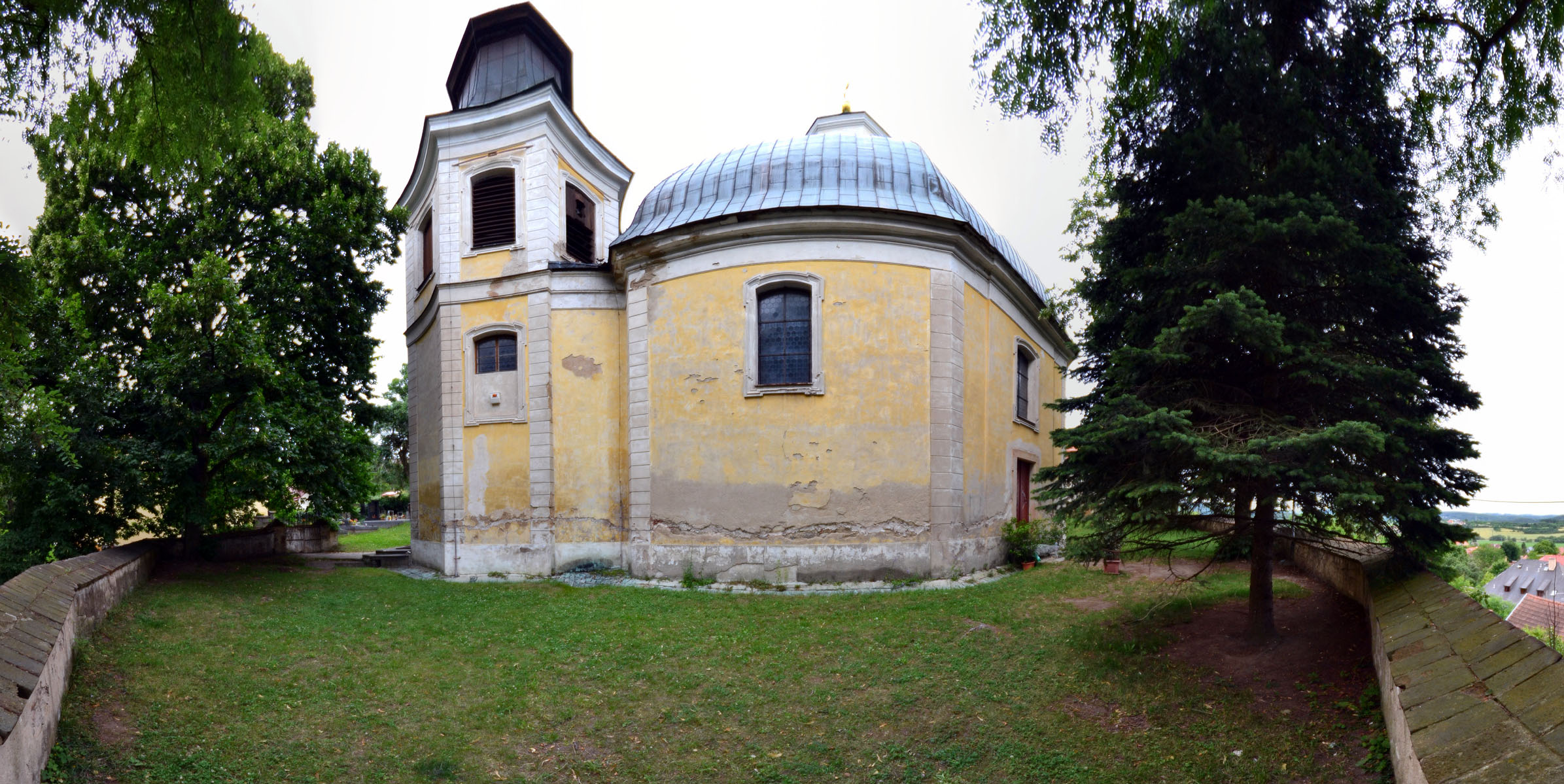
Kirche St. Peter und Paul

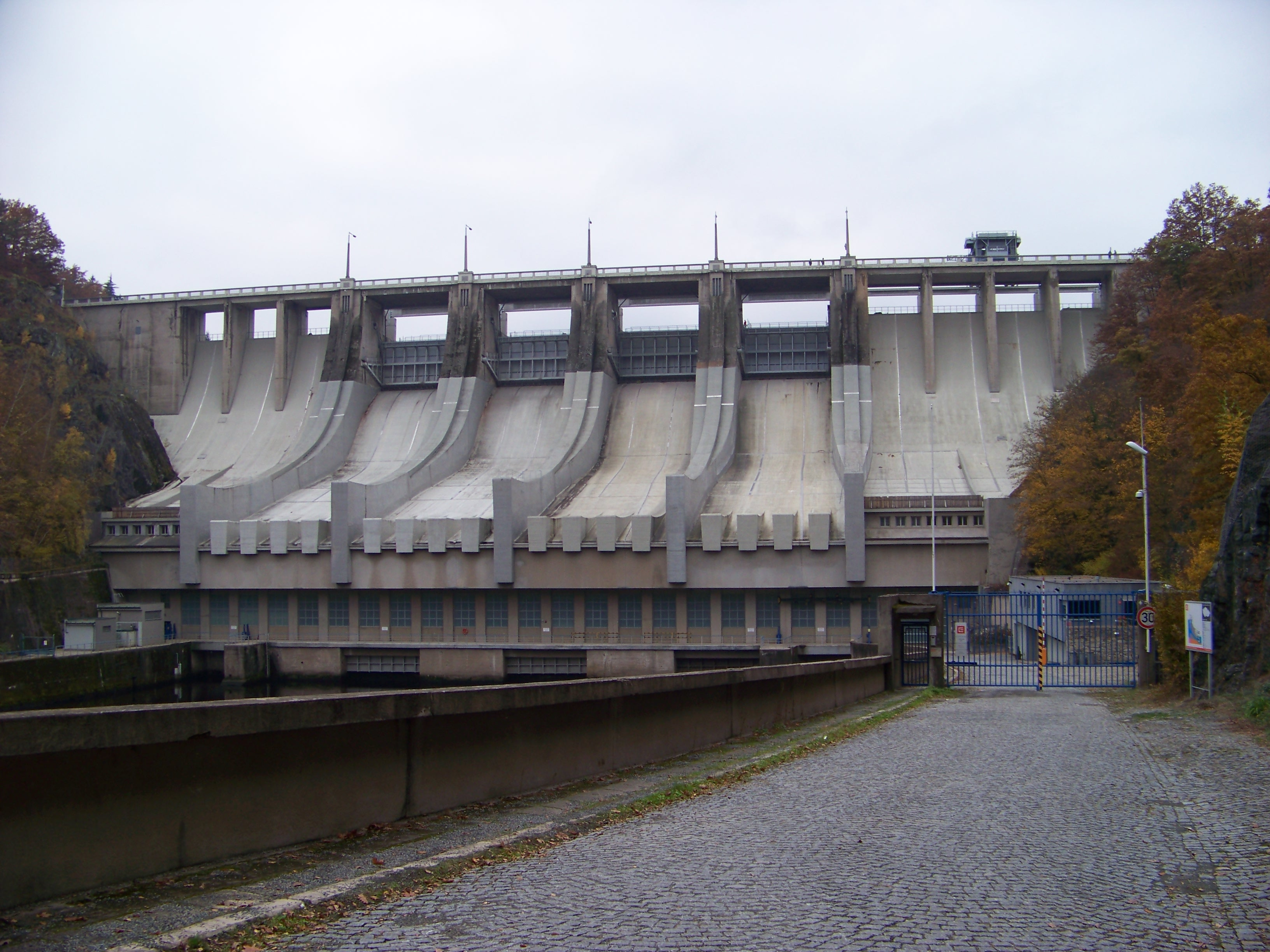
Staumauer der Talsperre Slapy

- Barocke Kirche St. Peter und Paul in Slapy, erbaut 1693
- Neubarockes Schloss Slapy, es entstand 1928–1930 für die Industriellenfamilie Bondy anstelle der Zisterzienserresidenz. Die Familie Bondy wurde nach der deutschen Besatzung enteignet. 1945 beschlagnahmte die Rote Armee das Schloss, ab 1948 diente es als Ausbildungszentrum des tschechoslowakischen Innenministeriums. Nach der Samtenen Revolution ging das Schloss in Restitution wieder an die Familie Bondy zurück. 1933 diente das Schloss als Kulisse für den Film Madla z cihelny, später als „Hotel Tichota“ für den Film Ich habe den englischen König bedient; 2007 wurde im Schloss der Film Hannibal – Zrození gedreht. Südlich des Schlosses befindet sich ein kleiner Schlosspark, zum Baumbestand gehören auch zwei als Baumdenkmale geschützte Baumhaseln.
- Geschützte Linde bei der Schule an der Straße nach Přestavlky
- Kapelle Mariä Himmelfahrt in Přestavlky, erbaut 1870
- Talsperre Slapy
- Relikte des mittelalterlichen Goldbergbaus an der Červená hora und am Šedivý vrch